# Schlotheimia foveolata
Schlotheimia foveolata là một loài rêu trong họ Orthotrichaceae. Loài này được Renauld & Cardot mô tả khoa học đầu tiên năm 1895.